# Hackney carriage

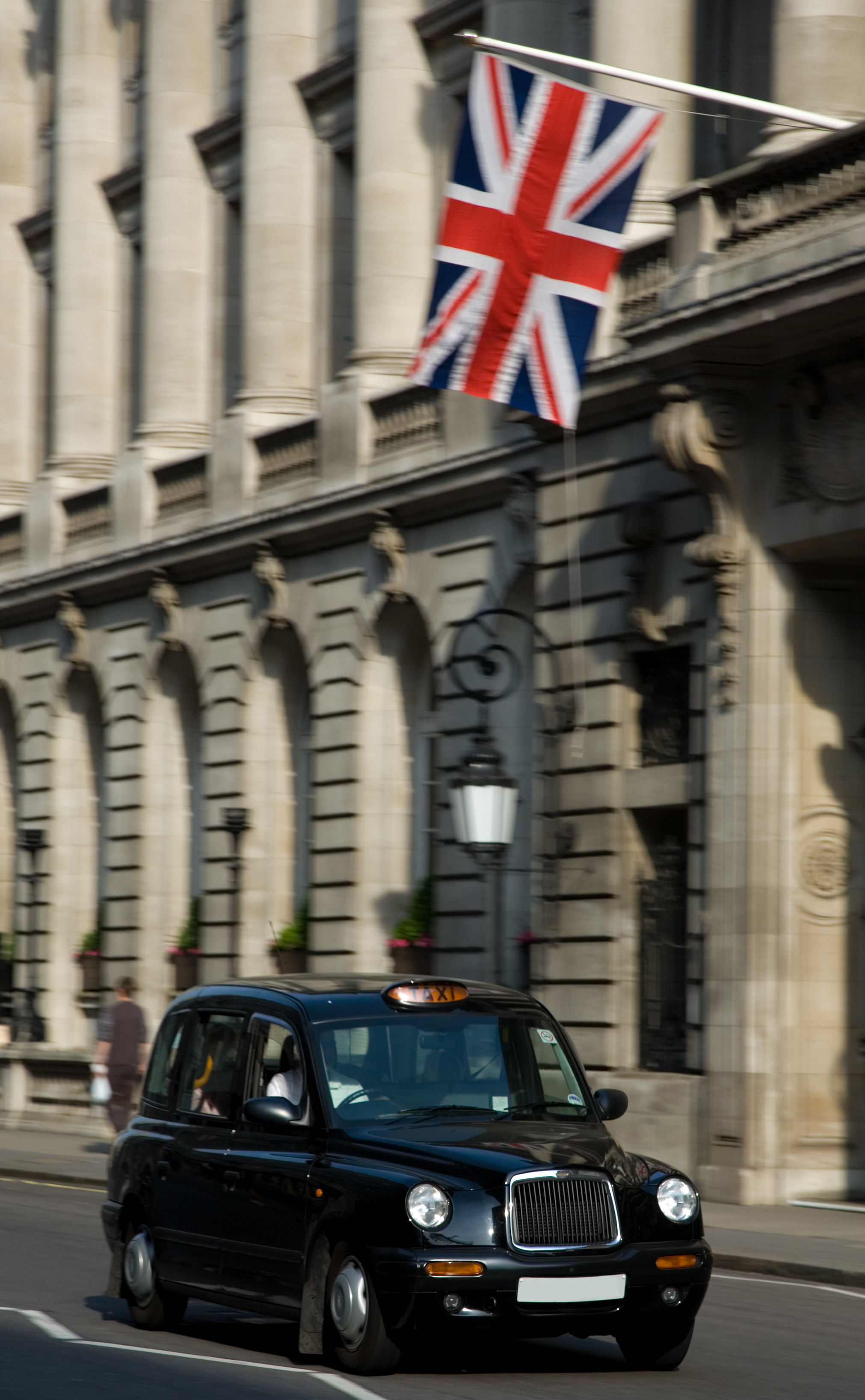
Taxi LTI TX1

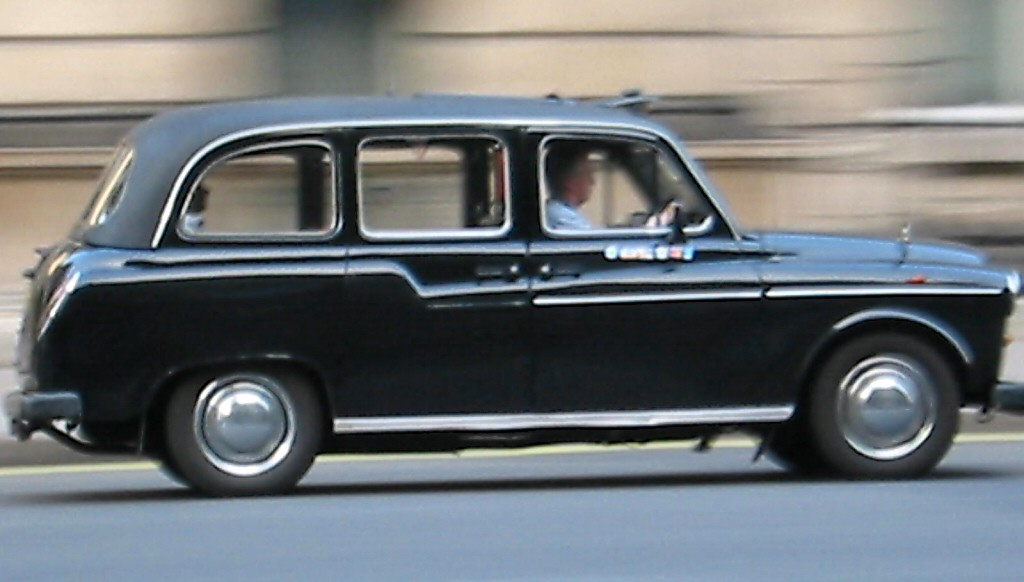
Taxi LTI FX4

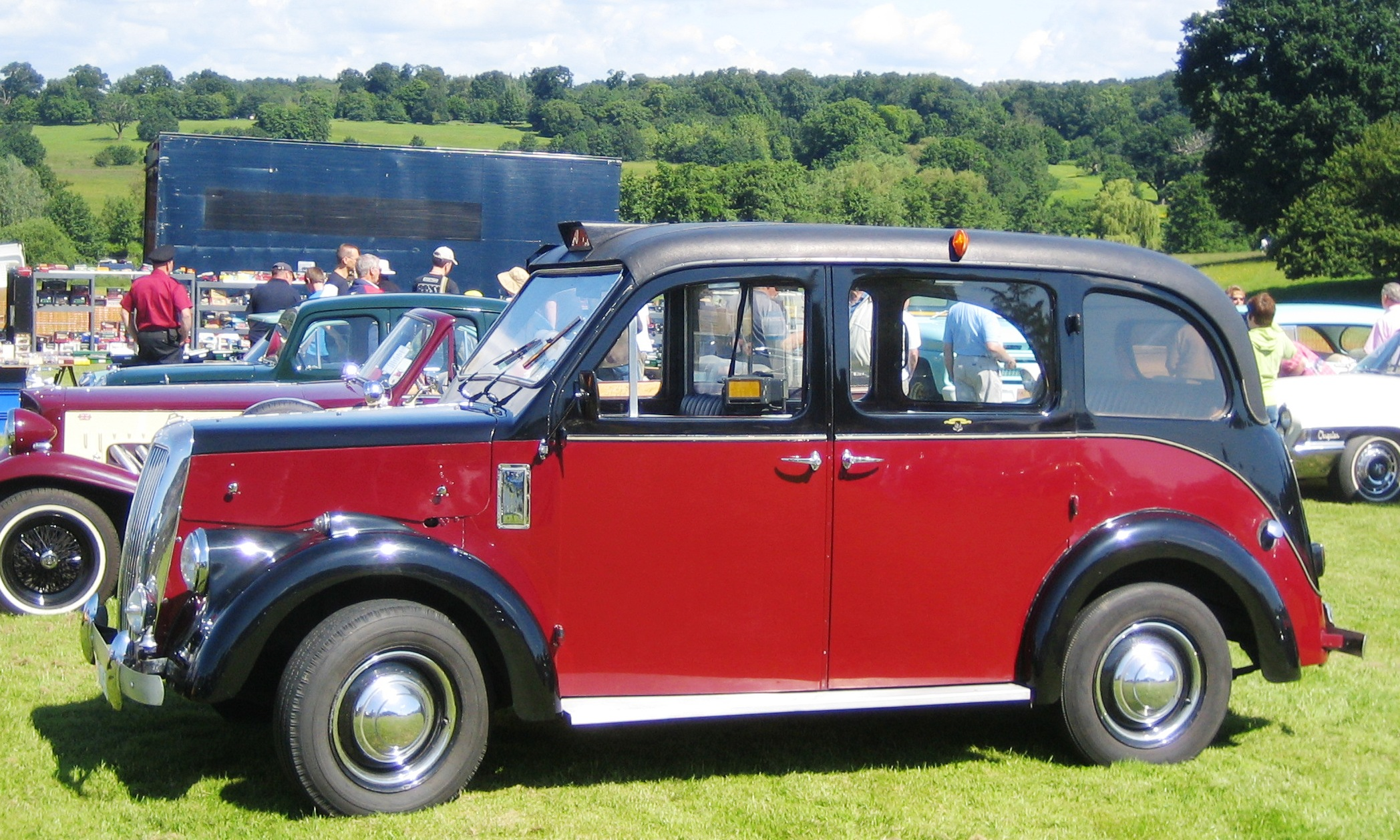
El "Beardmore" fou un taxi de disseny alternatiu a Londres durant les dècades de 1960 i 1970.

Hackney carriage és el nom pel qual es coneixen els taxis amb llicència de: l'oficina Public Carriage Office de Transport for London, al Gran Londres; o bé d'una autoritat local (per exemple, el consell d'un districte no metropolità), a la Gran Bretanya; o del Departament de Medi Ambient, a Irlanda del Nord.